# Au sourire levant
Au sourire levant, sorti le 12 janvier 2009, est le deuxième album du groupe marseillais La Swija.

## Liste des chansons
1. Bout de papier
2. Monde de merveilles
3. Bienvenue
4. Telethon Ft. Soprano
5. HLM
6. Bouleg
7. Le jour où
8. Le bistrot du coin
9. Musique de Fada
10. Crash info
11. Perdre le contrôle
12. Le cimetière des poètes
13. On veut vous voir sourire
14. Toujours plus haut
15. Jusqu'au bout